# Vi (helligsted)
 For alternative betydninger, se vi. (Se også artikler, som begynder med vi)
Vi (norrønt: vé, n.) var i den nordiske før-kristne religion en betegnelse for en indhegnet helligdom.
Ordet optræder både i islandske tekster fra middelalderen og som led i en række skandinaviske stednavne, ofte i forbindelse med en guddom eller en geografisk betegnelse.
Vi er den betegnelse fra den før-kristne periode, vi med størst sikkerhed ved betegner et helligsted. Når ordet forekommer som et stednavn, kan vi derfor med stor sandsynlighed konkludere, at der tidligere har ligget en hedensk helligdom på stedet.
De mange forekomster af ordet vi i kilder, tyder også på, at det var den mest udbredte term for helligdom i Norden.
Navnet på den nordiske gud Ve refererede også til det. Andy Orchard mener, at et vi kan have været navnet på den indhegning, der omkransede en tempelbygning, eller det åbne område, hvor rituelle aktiviterer fandt sted.
Orchard henviser til Tacitus' beskrivelse af germanerne fra 1. århundrede e.v.t. : germanerne holdt i modsætning til romerne ikke deres guder indenfor templets mure.

## Etymologi
Ordet vi er etymologisk nært beslægtet med verbet viga (norrønt: vígja), som betyder at indvie/hellige et sted til en bestemt guddom.
Det ord fra urgermansk *wīhaz, jf. gotisk weihs (hellig), oldengelsk wéoh, wig (afgud), oldhøjtysk wīhī (helliget) og tysk weihen (indvie/helliggøre) indgår bl.a. i ordet Weihnachten (jul).

## Typonymer
Vi indgår som led i flere skandinaviske navne.
Flere steder i Danmark og Sverige findes lokaliteter, der hedder Viby.
Et af de steder er Viby i Århus kommune. I vikingetiden lå der en kongsgård på stedet, og i lighed med andre kongsgårde fx ved Tissø på Sjælland og Uppsala i Sverige har der givetvis også været et religiøst center.
Kongerne var i vikingetiden som religiøse ledere, og derfor var helligdomme vigtige, hvor de opholdt sig. Et område i Viby hed tidligere Tyrseng, og det kan være et spor til viets placering.
En af de vigtigste danske byer i middelalderen, Viborg, hed til omkring 1300 Wibjærgh; et navn der formentlig betyder Viet på bakken. Området har sandsynligvis rummet en vigtig helligdom indtil vikingetiden, der kan have ligget, hvor byens domkirke er opført.

## Eksempler på relationer til gudenavn
Andre steder optræder begrebet i relation til et gudenavn, formentlig den gud helligdommen var viet til:
- Odin – bl.a. Odensvi i Närke, Sverige.[6] I Danmark kendes 5 steder navngivet efter et Odins vi, heriblandt Odense.[7]
- Thor – fx Torsvi i Uppland, Sverige.[6]
- Freyr – fx Frösvi i Östergötland, Sverige.[6]
- Freyja – Härnevi i Uppland, og sandsynligvis Järnevi i Östergötland, Sverige.[6]
- Njörðr – fx Nalavi i Närke,[6] to steder ved navn Mjärdevi i Sverige er også knyttet til Njord.[8]
- Ull – der kendes adskillige lokaliteter kaldet Ull(e)vi eller Ullavi i Sverige.[9]
- Dís – Disevid i Östergötland.[10]
- Rindr – Vrinnevid i Östergötland.[6]
- Skaði – måske Skövde i Västergötland, Skadevi i Uppland, samt en række andre lokaliteter kaldet Sked(e)vi i Sverige.[11]

## Galleri
- Domkirken i Viborg ligger på en bakke, der muligvis husede det vi, byen er opkaldt efter.
- Odensvi, Betyder "Odins helligdom", og er et af de toponymer, der er opkaldt efter Odin